# Capocci (famiglia)
I Capocci furono un’antica famiglia baronale romana forse originaria di Viterbo che ebbe notevole parte nelle vicende cittadine soprattutto tra i secoli XII e XIV.

## Storia
Le prime notizie della famiglia, che forse inizialmente prendeva il cognome di Gasperini, risalgono alla seconda metà del secolo XI.

Divisasi in almeno tre rami, il principale dei quali aveva le sue abitazioni nel rione Monti nell’area nota come Suburra dove possedevano anche la torre omonima pervenuta loro dalla famiglia Arcioni, famiglia che sarebbe uno dei rami dei Capocci discesi da un Arcione figlio di Giacomo e fratello del cardinale Pietro, ancora esistente nella attuale piazza di San Martino ai Monti nei pressi dell’abside della chiesa omonima sull’Esquilino. La famiglia aveva altri rami ed abitazioni nel rione Pigna e nel rione Trevi.  Furono alcuni membri di questa famiglia ad aver fondato l’ospedale di S. Andrea in Piscinula presso la basilica di Santa Maria Maggiore dove eressero alcune loro cappelle gentilizie.

Di tradizionale parte ghibellina e partigiana dei Colonna con cui strinse legami di parentela, nel secolo successivo un Giovanni di parte imperiale e nemico di Innocenzo III fu senatore di Roma; altri senatori dell’Urbe della famiglia furono Giacomo (1234) e Pietro (sec. XIV). Anche di parte imperiale fu Angelo capitano del popolo, fautore della casa di Svevia che accolse trionfalmente Corradino in Roma nel 1267.

Alla famiglia appartennero anche cardinali tra i quali Pietro (m. 1259) che alla sua morte lasciò gran parte dei suoi beni per la fondazione dell’ospedale destinato ad ospitare gli affetti dal morbo del fuoco di Sant'Antonio presso la scomparsa chiesa di Sant’Andrea Cata Barbara presso l’attuale via Carlo Alberto, e Niccolò (m. 1368). Lello ricoprì la carica di Conservatore nel 1406 e un Giovanni ritenuto appartenente a questa famiglia è ricordato per aver preso parte nella Disfida di Barletta nel 1503.

La famiglia che nel suo periodo di massima potenza godette del possesso di importanti feudi tra i quali Monterotondo,  Mentana, Montecelio, Sant'Angelo Romano, e della proprietà di alcune tenute nei pressi di Roma tra le quali Marco Simone, Castell'Arcione e Salone, perse di rilievo nei secoli successivi estinguendosi nel secolo XVII.

## Blasonatura
D'azzurro, alla banda d'argento, caricata da tre rose di rosso, ed accostata da due gemelle in banda d'oro .